# I liga 1962-1963 (pallacanestro maschile)
La I liga 1962-1963 è stata la 29ª edizione del massimo campionato polacco di pallacanestro maschile. La vittoria finale è stata ad appannaggio del Legia Varsavia.

## Risultati

### Stagione regolare
|     | Squadra           | G  | V  | P  | PF   | PS   | Pt. | Qualificazione        |
| --- | ----------------- | -- | -- | -- | ---- | ---- | --- | --------------------- |
| 1.  | Legia Varsavia    | 22 | 19 | 3  | 1794 | 1512 | 41  |                       |
| 2.  | Śląsk Breslavia   | 22 | 19 | 3  | 1709 | 1364 | 41  |                       |
| 3.  | Wisła Cracovia    | 22 | 18 | 4  | 1831 | 1495 | 40  |                       |
| 4.  | AZS Varsavia      | 22 | 16 | 6  | 1664 | 1513 | 38  |                       |
| 5.  | Wybrzeże Danzica  | 22 | 13 | 9  | 1644 | 1577 | 35  |                       |
| 6.  | ŁKS Łódź          | 22 | 10 | 12 | 1604 | 1689 | 32  |                       |
| 7.  | AZS Toruń         | 22 | 10 | 12 | 1630 | 1612 | 32  |                       |
| 8.  | Polonia Varsavia  | 22 | 8  | 14 | 1541 | 1558 | 30  |                       |
| 9.  | Lech Poznań       | 22 | 8  | 14 | 1583 | 1566 | 30  |                       |
| 10. | Sparta Cracovia   | 22 | 6  | 16 | 1404 | 1575 | 28  |                       |
| 11. | Gwardia Breslavia | 22 | 4  | 18 | 1598 | 1945 | 26  | retrocesse in II liga |
| 12. | AZS Danzica       | 22 | 1  | 21 | 1299 | 1895 | 23  | retrocesse in II liga |

| I liga 1962-1963         |
| ------------------------ |
| Legia Varsavia 5º titolo |

## Formazione vincitrice
| N° | Naz.               | Ruolo | Sportivo              |  | Alt. |  |
| -- | ------------------ | ----- | --------------------- |  | ---- |  |
|    | Polonia (bandiera) | G     | Leszek Arent          |  | 187  |  |
|    | Polonia (bandiera) |       | Wacław Długosz        |  |      |  |
|    | Polonia (bandiera) |       | Ryszard Frąckiewicz   |  |      |  |
|    | Polonia (bandiera) |       | St. Lewandowski       |  |      |  |
|    | Polonia (bandiera) | G     | Janusz Olejnik        |  | 186  |  |
|    | Polonia (bandiera) | C     | Władysław Pawlak      |  | 197  |  |
|    | Polonia (bandiera) | C     | Bogusław Piltz        |  | 196  |  |
|    | Polonia (bandiera) | G     | Andrzej Pstrokoński   |  | 185  |  |
|    | Polonia (bandiera) |       | Janusz Samorzewski    |  |      |  |
|    | Polonia (bandiera) |       | Tadeusz Suski         |  |      |  |
|    | Polonia (bandiera) |       | J. Tarnachowski       |  |      |  |
|    | Polonia (bandiera) | G     | Włodzimierz Trams     |  | 189  |  |
|    | Polonia (bandiera) | A     | Janusz Wichowski      |  | 196  |  |
|    | Polonia (bandiera) | All.  | Władysław Maleszewski |  |      |  |